# ФК „Ван“
ФК „Ван“ (на арменски: Ֆուտբոլային Ակումբ Վան) е футболен клуб от град Чаренцаван, Армения.
Основан през 2019 година. От 2020 г. играе в Премиер лигата. Домакинските си мачове играе на градския стадион с капацитет 5 000 места.

## Успехи
- Премиер Лига: 
  - 6-то място 2020/21[1][2].
- Първа Лига:
  -  Шампион (1): 2019/20
- Купа на Армения:
  -  Финалист (1): 2021/22